# R.I.O. Megamix
R.I.O. Megamix ist ein Lied des deutschen Dance-Projekt R.I.O. aus dem Jahr 2013.

## Entstehung und Veröffentlichung
Bei dem R.I.O. Megamix handelt sich dabei um ein achtminütiges Medley, das sieben Titel beinhaltet und dadurch viele Urheber besitzt. Als Urheber werden Andres Ballinas, Michael Bein, Ronnie Bibow, Stephan Browarczyk, Christoph Brüx, Toni Cottura, Vick Krishna, Shahin Moshirian, Yann Peifer (Yanou), Manuel Reuter (Manian) und Craig Smart angeführt. Die beiden R.I.O.-Mitglieder Manian und Yanou zeichneten zudem auch für die Produktion verantwortlich.
Die Erstveröffentlichung des Mixes erfolgte als Single am 2. August 2013 bei Kontor Records. Diese erschien als digitaler Einzeltrack zum Download.

## Inhalt
Für den Megamix wurden folgende Titel verwendet:
1. Turn This Club Around (Interpretation: Tony T. und U-Jean)
2. Like I Love You (Tony T.)
3. Animal (Tony T. und U-Jean)
4. Ready or Not (U-Jean)
5. Summer Jam (U-Jean)
6. Party Shaker (Nicco)
7. Shine On (Tony T.)

Es wurde keine Chronologische Reihenfolge beachtet. Die Laufzeit der meisten Lieder liegt um und bei einer Minute. Einige Lieder wurden auf eineinhalb Minuten zusammengeschnitten. Oftmals wurden Wiederholungen verwendet. Besonders anzumerken ist, dass die A-cappella-Spuren der Tracks nicht dem Original entsprechend auf die Instrumentalversionen gemischt wurden. Es sind viele weitere, deutliche Unterschiede zum Original zu hören. Bei den meisten Titeln wurden zum Beispiel kurze Sound-Effekte, wie Rauschen oder Drops eingebaut. Ready or Not enthält einen neuen Beat, um sich besser an Summer Jam anzupassen. Bei Like I Love You wurde die „Extended Version“ verwendet, die schon zu spielen beginnt während sich Turn This Club Around noch im Outro befindet. Der Beginn der Originalversion von Shine On beendet den Megamix.

## Musikvideo
Das dazugehörige Musikvideo feierte seine Premiere am Tag der Singleveröffentlichung auf der Videoplattform YouTube. Hierbei wurden die offiziellen Musikvideos der einzelnen Titel verwendet und passend zusammengeschnitten. Einige Videos überschneiden sich mit den darauffolgenden Liedern. Auch die Mundbewegungen passen aufgrund verschiedener Effekte oder ähnlichem nicht immer überein. Bis Juli 2025 zählte das Video über 51 Millionen Aufrufe auf der Videoplattform.

## Chartplatzierungen
| ChartsChartplatzierungen | Höchstplatzierung | Wochen |
| ------------------------ | ----------------- | ------ |
| Deutschland (GfK)        | 19 (4 Wo.)        | 4      |
| Österreich (Ö3)          | 19 (3 Wo.)        | 3      |